# Драгослав Илић
Драгослав Илић (Приштина, 11. март 1939) српски је глумац и сценариста, који се прославио улогом краља Петра I у телевизијској серији Крај династије Обреновић. Због те улоге ангажован је да поново глуми исту улогу у филмовима Где цвета лимун жут, Краљевина Србија и Александар од Југославије. Од стране обожавалаца проглашен за најбољег интерпретатора улоге краља Петра I. Пре тога глумио је епизодне улоге. Од познатих историјских личности које је глумио истичу се армијски генерал Југословенске војске Петар Недељковић, човек који је ухапсио кнеза Павла 1941. године и генерал-пуковник Иван Гошњак, министар одбране Федеративне Народне Републике Југославије које су такође похваљене.
Режирао је филм Велики дан из 1969. године, за који је написао и сценарио.

## Улоге
| Год.       | Назив                                                 | Улога                                        |
| ---------- | ----------------------------------------------------- | -------------------------------------------- |
| 1960.-те   |                                                       |                                              |
| 1960.      | Љубав и мода                                          | Шиља                                         |
| 1965.      | Проверено, нема мина                                  | Партизан који телефонира                     |
| 1969.      | Убиство на свиреп и подмукао начин и из ниских побуда | Мартин                                       |
| 1970.-те   |                                                       |                                              |
| 1970.      | Седам писара                                          |                                              |
| 1971.      | Дипломци                                              | Бабићев син                                  |
| 1971.      | Хроника паланачког гробља                             | Пушкар                                       |
| 1972.      | Firmafesten                                           | Fareck Gonder                                |
| 1975.      | Руке (кратки)                                         |                                              |
| 1976.      | Грлом у јагоде                                        |                                              |
| 1978.      | Повратак отписаних ТВ серија                          | Високи, политички комесар НОВ и ПОЈ          |
| 1979−1980. | Слом                                                  | армијски генерал Петар Недељковић            |
| 1980.-те   |                                                       |                                              |
| 1986.      | Тајна Лазе Лазаревића                                 | Бранилац 1                                   |
| 1986.      | Шмекер                                                |                                              |
| 1987.      | Бољи живот                                            | младић на аудицији за глумца                 |
| 1987.      | Вук Караџић (ТВ серија)                               | Новинар новина србских                       |
| 1988.      | Четрдесет осма — Завера и издаја                      | генерал-пуковник Иван Гошњак                 |
| 1990.-те   |                                                       |                                              |
| 1995.      | Театар у Срба                                         |                                              |
| 1995.      | Крај династије Обреновић                              | кнез Петар Карађорђевић                      |
| 1995.      | Отворена врата                                        | Пиколо                                       |
| 1995.      | Срећни људи                                           | лекар који је прегледао Веселина Величковића |
| 1998.      | Канал мимо                                            | финансијски инспектор                        |
| 2000.-те   |                                                       |                                              |
| 2006.      | Где цвета лимун жут                                   | краљ Петар I Карађорђевић                    |
| 2008.      | Кнежевина Србија (филм)                               | Осман паша                                   |
| 2008.      | Краљевина Србија (филм)                               | краљ Петар I Карађорђевић                    |
| 2009.      | Живот и смрт порно банде                              | свештеник                                    |
| 2010.-те   |                                                       |                                              |
| 2017.      | Реквијем за госпођу Ј.                                | Станоје                                      |
| 2017.      | Као на филму                                          | Бора                                         |
| 2020.-те   |                                                       |                                              |
| 2021.      | Александар од Југославије (ТВ серија)                 | краљ Петар I Карађорђевић                    |